# Joseín Rodríguez
Joseín Ramón Rodríguez Santana (San Cristóbal, Venezuela, 19 de diciembre de 1970) es un exfutbolista internacional de Venezuela en la disciplina del fútbol sala, se desempeñaba en el terreno de juego como líbero y fue uno de los integrantes de la Selección de fútsal de Venezuela apodada "los héroes del 97" gracias al título conseguido de campeón del mundo en el año 1997 en México.

## Trayectoria
Joseín 'Papi' Rodríguez fue considerado el mejor jugador del mundo en el año 1997. Sobrado de méritos logra ocupar la décima casilla entre los mejores atletas del año 1997 en Venezuela. El experimentado salonista fue monarca a nivel nacional con los tetracampeones Dragones de Carabobo en la Liga Especial Superior de Fútbol de Salón de Venezuela (LESFUTSAL). 
En las temporadas de 1996 y 1997, conformó la selección nacional que se tituló Campeona Mundial en México 97 y obtuvo la distinción de Mejor Jugador del certamen al demostrar con su técnica y gran capacidad de visión de juego, ser uno de los mejores del mundo en ese año. En 1998 se volvió a titular campeón de la LESFUTSAL, esta vez, con Furias de Caracas FS.
Cabe destacar que Joseín Rodríguez, pese a su gran técnica y talento, tuvo una trayectoria no muy larga a nivel del fútbol profesional venezolano, con el Deportivo Táchira Fútbol Club de la mano del profesor Walter Roque.

## Clubes Como Jugador Profesional de Futsal
| Club                        | País      | Año       |
| --------------------------- | --------- | --------- |
| Guayaberos del Táchira      | Venezuela | 1993-1995 |
| Dragones de Carabobo        | Venezuela | 1995-1996 |
| Bucaneros de Oriente FSC    | Venezuela | 1997-1998 |
| Furias de Caracas           | Venezuela | 1998-     |
| S.S. Napoli Futsal          | Italia    | 2000-2001 |
| Associazione Capoterra 2000 | Italia    | 2002-2004 |
| AS Roma Futsal              | Italia    | 2004-2005 |
| Club Torremolinos F.S.      | España    | 2005-2006 |

## Clubes Como Jugador Profesional de Fútbol
| Club                          | País      | Año       |
| ----------------------------- | --------- | --------- |
| Deportivo Táchira Fútbol Club | Venezuela | 1999-2000 |

## Palmarés
- Liga Especial Superior de Fútbol de Salón de Venezuela (LESFUTSAL) 1996 - Campeón con Dragones de Carabobo

- Campeonato Panamericano de fútbol de salón PANAFUTSAL 1996, Bogotá, Colombia - Campeón

- Mundial de Fútbol Sala De la AMF 1997 - Campeón

- Mundial de Fútbol Sala De la AMF 1997 - Mejor Jugador de la copa Mundial de Fútbol de Salón México 1997

- Liga Especial Superior de Fútbol de Salón de Venezuela (LESFUTSAL) 1998 - Campeón con Furias de Caracas

- Primera División de Venezuela 1999-2000 - Campeón con el Deportivo Táchira

## Actualidad
En la actualidad Joseín Rodríguez se dedica a la profesión de director técnico en la disciplina del Fútbol sala y actualmente es el asistente técnico del Deportivo Táchira Futsal.